# 사카이 다다노리 (1779년)
사카이 다다노리(일본어: 酒井忠禮, 1779년 3월 22일 ~ 1821년 8월 20일)는 일본 에도 시대의 다이묘로, 데와노쿠니 마쓰야마 번의 5대 번주이다. 관위는 종5위하, 다이가쿠노카미(大学頭)이다.
안에이 8년(1779년) 2월 5일, 쇼나이번주 사카이 다다아쓰의 둘째 아들인 사카이 다다토시(酒井忠順)의 맏아들로 태어났다. 간세이 6년(1794년) 4월 24일, 마쓰야마 번의 4대 번주 사카이 다다타카의 사위 양자가 되었다. 간세이 10년(1798년) 11월 26일, 다다타카가 은거함에 따라 번주직을 계승하였다. 번 재정 재건을 위해 분세이 3년부터 전매제를 시행하였으나, 실패하고 이듬해에 이를 폐지하였다. 그밖에도 출하세(荷出役銭)를 징수하는 등의 정책을 폈으나 효력 없이 실패했다. 다다노리는 실의에 빠진 가운데 분세이 4년(1821년) 7월 23일에 43세로 사망하였다. 맏아들 다다미치가 그 뒤를 이었다.
| 전임 사카이 다다타카 | 제5대 마쓰야마 번 번주 1798년 ~ 1821년 | 후임 사카이 다다미치 |